# پل بروک
پل بروک (انگلیسی: Paul Brooke؛ زادهٔ ۲۲ نوامبر ۱۹۴۴) یک هنرپیشه اهل بریتانیا است.

## گزیدۀ نقش‌آفرینی‌ها
- الیور توئیست (۲۰۰۵)
- خاطرات آلن کلارک
- شبح اپرا (۲۰۰۴)
- خاطرات بریجت جونز (۲۰۰۱)
- پیام‌آور: داستان ژاندارک (۱۹۹۹)
- رسوایی (۱۹۸۹)
- لانه کرم سفید (۱۹۸۸)
- بلات در چشم‌انداز (۱۹۸۵)
- گری‌ستوک: افسانه تارزان، ارباب گوریل‌ها (۱۹۸۴)